# إيريكا سالفاتيرا دوران
إيريكا سالفاتيرا دوران (بالإنجليزية: Érika Salvatierra Durán)‏ (من مواليد 3 مايو 1990) هي لاعبة كرة قدم بوليفية تلعب كمدافعة للنادي الإسباني CD Pozoalbense. لعبت سالفاتيرا مع يونيفرسيداد في موطنها بوليفيا. انتقلت فيما بعد إلى إسبانيا. سالفاتيرا هي أيضًا أخصائية نفسية ومعالج بالموسيقى وطبيبة نفسية رياضية. توجت سالفاتيرا لبوليفيا خلال بطولة أمريكا الجنوبية لكرة القدم النسائية لعام 2006. كما ظهرت في بطولة أمريكا الجنوبية للسيدات تحت 20 سنة 2008.